# Manoel Crema
Manoel Bernardes Crema (Guarulhos, 1º ottobre 1988) è un ex giocatore di calcio a 5 brasiliano naturalizzato italiano.

## Carriera

### Club
Proveniente dal San Paolo, nella stagione 2005-06 si trasferisce in prova al Montesilvano. La stagione seguente viene tesserato dalla società abruzzese, che lo utilizza sia nella propria Under 21 sia in prima squadra, con la quale esordisce in Serie A nel marzo 2007. Nello stesso mese vince, seppur da comprimario, la Coppa Italia che rappresenta il primo trofeo del giocatore. Lasciata Montesilvano, Crema gioca una stagione in prestito all'Azzurra Marigliano in Serie A2 prima di essere acquistato a titolo definitivo dal Gruppo Sportivo ISEF con cui vince un campionato di Serie B. Nell'estate 2011 è acquistato dallo Scafati Santa Maria che nella medesima sessione di mercato lo gira alla Cogianco. Nel biennio trascorso a Genzano il laterale vince nella prima stagione sia il campionato di Serie A2 sia la Coppa Italia di categoria, mentre nella seconda raggiunge la finale di Coppa Italia di Serie A, persa contro l'esperta Luparense. Nel luglio 2013 il Real Rieti annuncia l'ingaggio del giocatore, legatosi alla società sabina con un contratto biennale. Nel campionato 2014-15 si laurea capocannoniere della Serie A grazie alle 23 rete realizzate. Accordatosi inizialmente con la formazione cinese del Dalian, nel settembre 2015 si accasa all'Asti con cui vince immediatamente lo scudetto. Con la rinuncia della società piemontese a iscriversi al successivo campionato di Serie A, il 16 giugno 2016 Crema si trasferisce al Napoli.

### Nazionale
In possesso della doppia cittadinanza, ha debuttato nella nazionale italiana il 3 dicembre 2014 durante l'incontro amichevole giocato a Montesilvano contro la Polonia, terminato sul risultato di 4-3.

## Palmarès

### Competizioni nazionali
- Campionato italiano: 1
Asti: 2015-16
- Coppa Italia: 1
Montesilvano: 2006-07
- Campionato di Serie A2: 2
Cogianco: 2011-12 (girone B)
Maritime: 2017-18 (girone B)
- Coppa Italia di Serie A2: 2
Cogianco: 2011-12
Maritime: 2017-18
- Campionato di Serie B: 1
ISEF: 2009-10 (girone F)

### Individuale
- Capocannoniere della Serie A: 1

2014-15 (23 gol)